# Kristof Vandewalle
Kristof Vandewalle (ur. 5 kwietnia 1985 w Kortrijk) – belgijski kolarz szosowy, zawodnik profesjonalnej drużyny Trek Factory Racing. Dwukrotny mistrz świata w jeździe drużynowej na czas w profesjonalnej grupie Omega Pharma-Quick Step.

## Najważniejsze osiągnięcia
- 2007
  - 1. miejsce na 3. etapie Tour de l’Avenir
- 2010
  - 1. miejsce w Grosser Preis des Kantons Aargau
- 2012
  -  1. miejsce w mistrzostwach Belgii (jazda indywidualna na czas)
  -  1. miejsce w mistrzostwach świata (jazda drużynowa na czas)
- 2013
  - 1. miejsce w Driedaagse van West-Vlaanderen
    - 1. miejsce na prologu

  -  1. miejsce w mistrzostwach Belgii (jazda indywidualna na czas)
  -  1. miejsce w mistrzostwach świata (jazda drużynowa na czas)
- 2014
  -  1. miejsce w mistrzostwach Belgii (jazda indywidualna na czas)
  - 1. miejsce na 7. etapie (jazda indywidualna na czas) Österreich-Rundfahrt
  - 1. miejsce na 7. etapie (jazda indywidualna na czas) Tour de Pologne
- 2015
  - 3. miejsce w mistrzostwach Belgii (jazda indywidualna na czas)